# Mictório

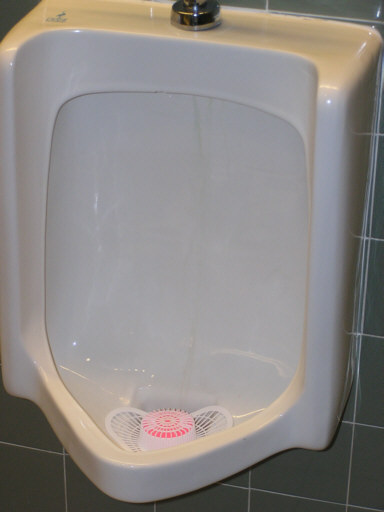
Mictório com cápsula desinfetante (cor-de-rosa).

Um mictório, também conhecido por urinol, é nome que se dá ao lugar (geralmente de acesso público) próprio para o ato de urinar, ou seja, micção, vindo deste termo o nome mictório. É mais comum de ser encontrado em banheiros de shoppings, clubes, etc.
O mictório diferencia-se de um banheiro ou sala de banhos (que podem conter ou não mictórios) por estes possuírem vasos sanitários, que podem se destinar a outros tipos de excreção e não somente à micção.
Isto implica, de certa forma, que mictórios sejam apenas para homens, por razões anatômicas, embora na página citada no final do artigo também haja exemplos de mictórios femininos.
Os mictórios podem ser individuais, geralmente feitos de porcelana ou de aço, quando coletivos. Também possuem uma grande variedade de formatos: redondos, ovais, retangulares, etc. Como os vasos sanitários, normalmente também possuem descarga hídrica (ou não, onde é mandatória a economia de água) que pode ser automática (com sensor) ou manual (através de botão ou registro de água). Também existe o uso de desinfetante (com desodorizador) para evitar odores desagradáveis e manter a limpeza do local.
Os mictórios mais novos tendem a ser individuais e a conter pequenas divisórias, e outros, como por exemplo, o urinol ecológico não obriga a descargas de água e não deita cheiros.
Por ser exposto e de fácil visualização, alguns homens sentem-se constrangidos, e preferem urinar no vaso sanitário, um lugar fechado (mais reservado)

## Galeria

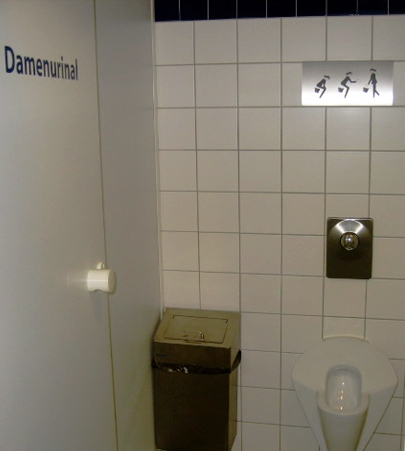
Um mictório para mulheres no aeroporto da cidade de Dortmund, Alemanha.
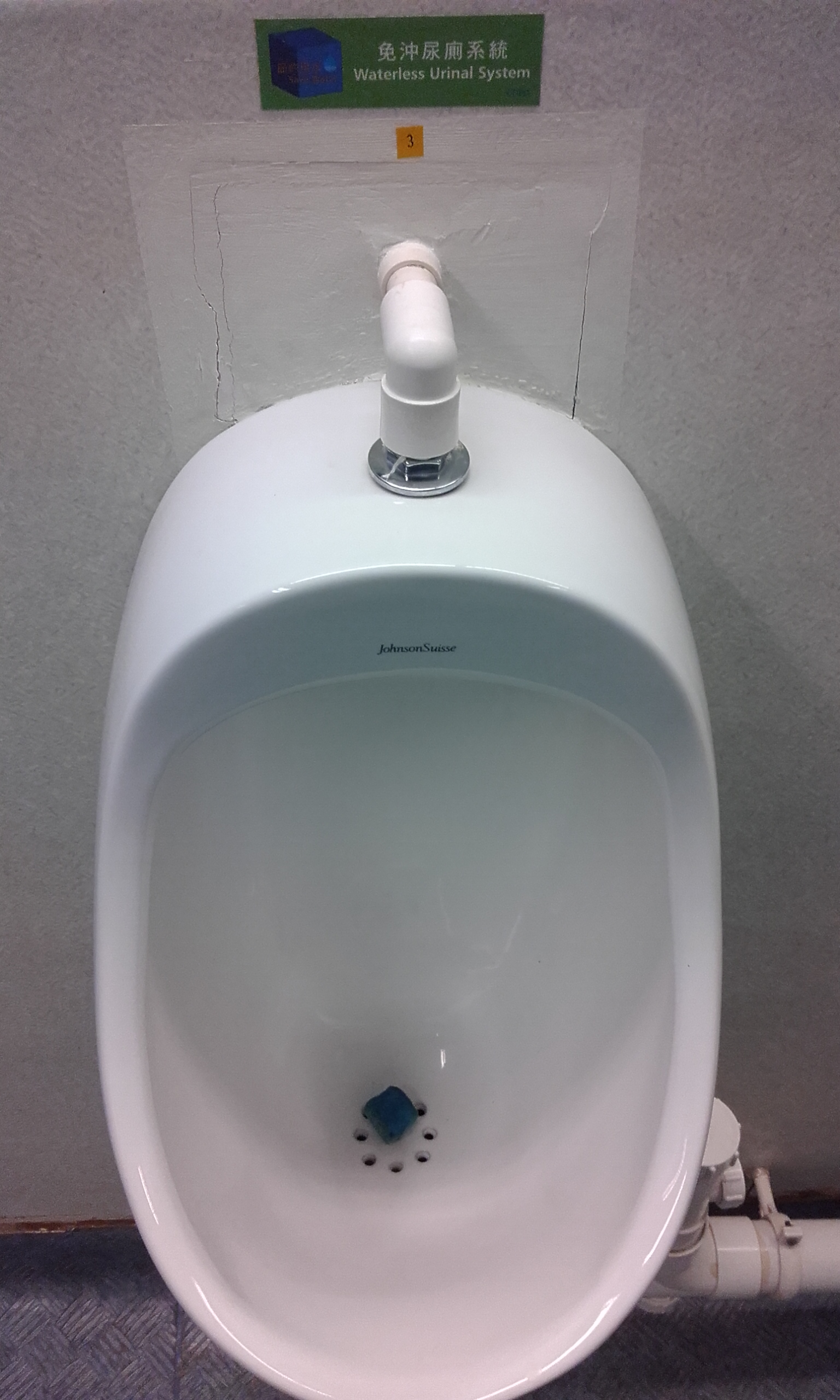
Mictório sem água na Universidade da Cidade de Hong Kong.
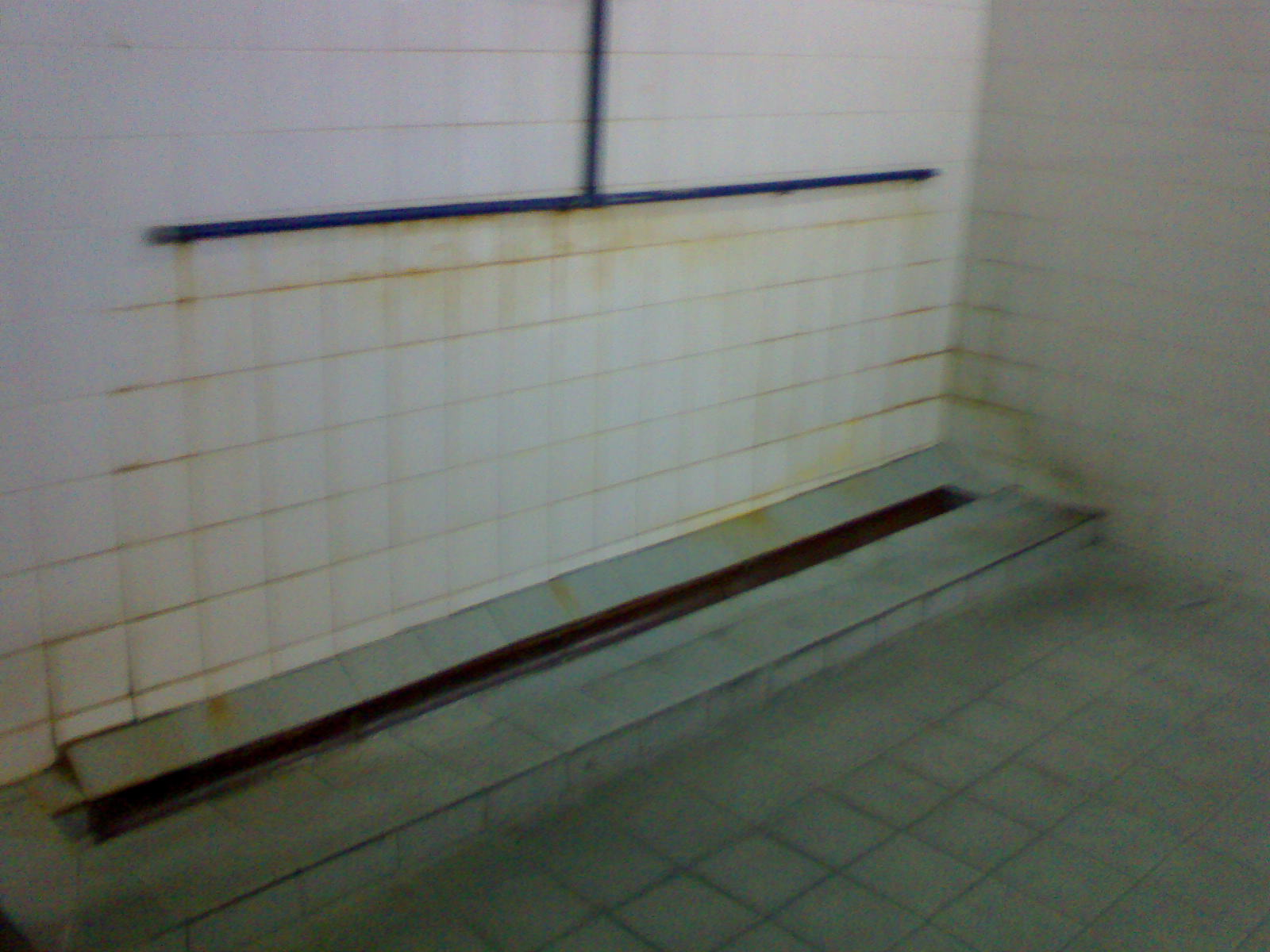
Mictório de azulejos na Chung Ling High School, em Penang, Malásia.
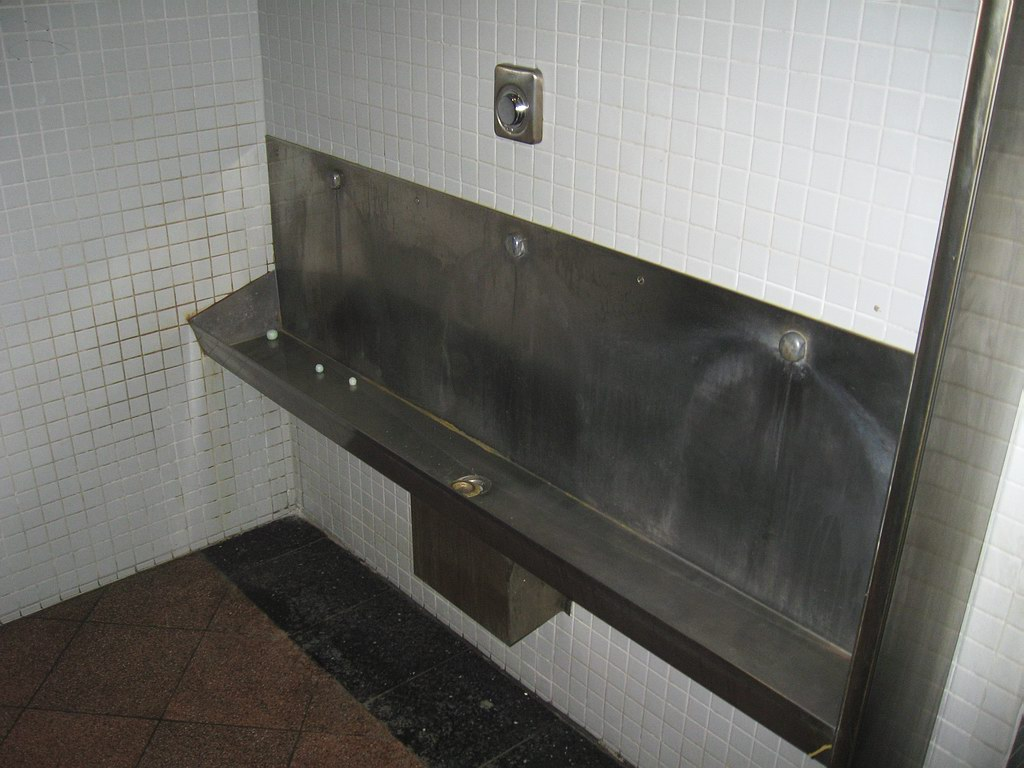
Mictório de aço inoxidável.
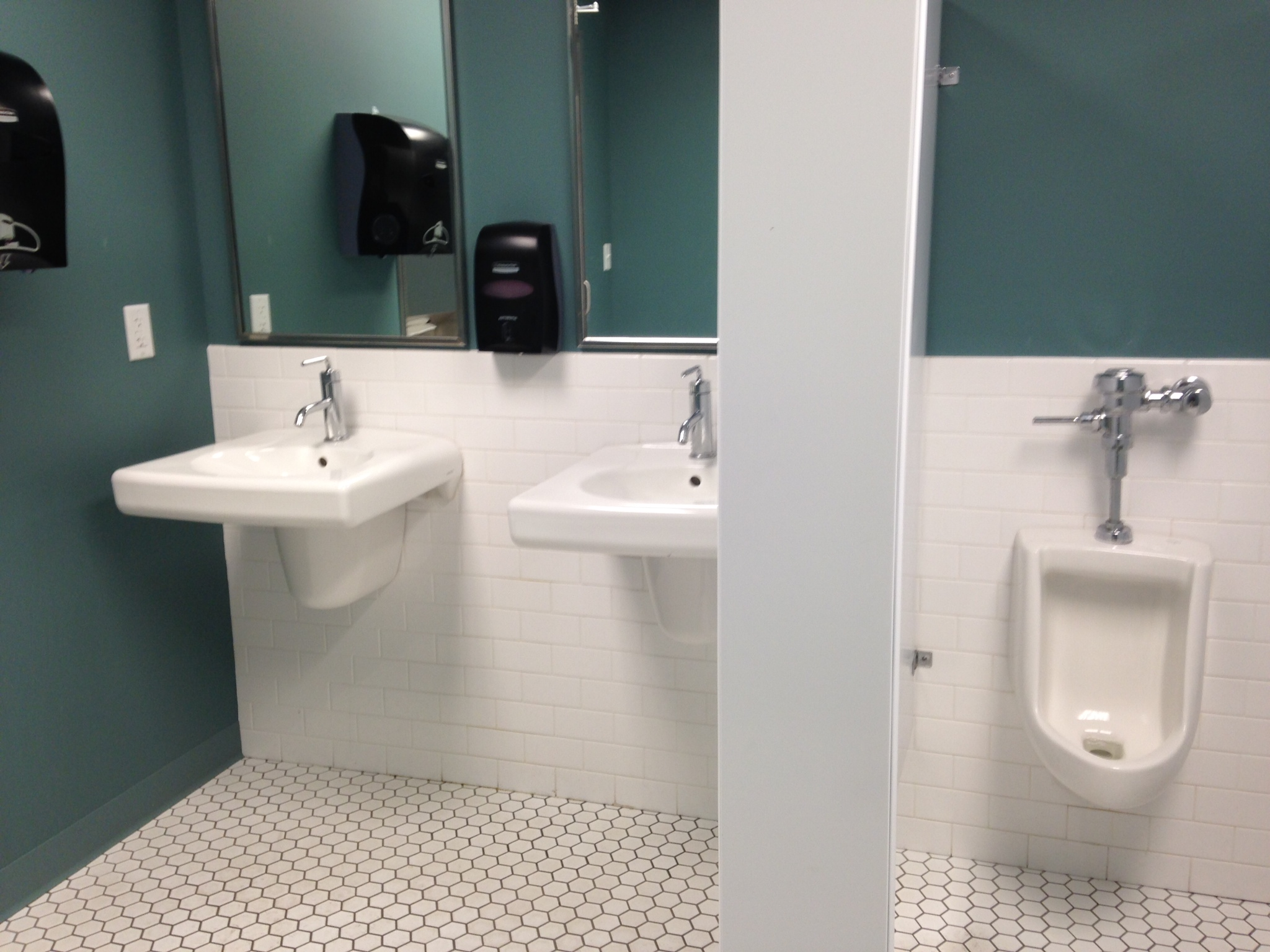
Banheiro público com mictório.
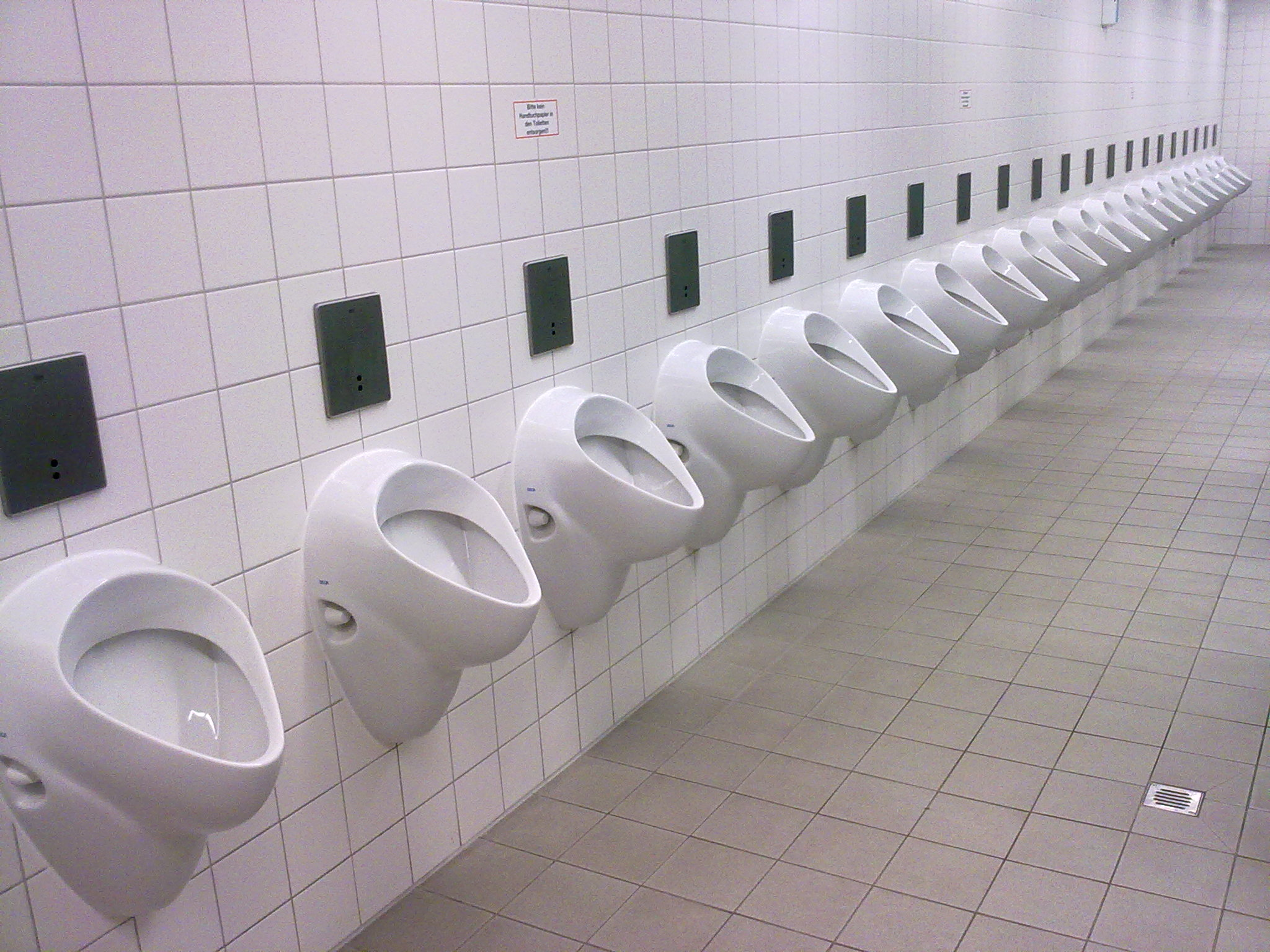
Mictórios múltiplos.